# Državna cesta D413
D413 je državna cesta u Hrvatskoj. Ukupna duljina iznosi 1,37 km.